# Polycyrtus
Polycyrtus is een geslacht van insecten uit de orde vliesvleugeligen (Hymenoptera) en de familie Ichneumonidae.

## Soorten
- P. accuratus (Cresson, 1874)
- P. albiniclavus Cushman, 1931
- P. albispina Szepligeti, 1916
- P. alboannulatus Szepligeti, 1916
- P. albocinctus Zuniga, 2004
- P. albolineatus Cameron, 1911
- P. alei Zuniga, 2004
- P. alexisi Zuniga, 2004
- P. alterator (Trentepohl, 1829)
- P. amoenus (Viereck, 1913)
- P. areolaris Cushman, 1931
- P. areolatus Cushman, 1931
- P. atriceps (Cresson, 1874)
- P. avilae Zuniga, 2004
- P. barrientosi Zuniga, 2004
- P. bicolor Zuniga, 2004
- P. boliviensis Cushman, 1931
- P. brevigenalis Cushman, 1931
- P. brunneator (Fabricius, 1798)
- P. burgosi Kasparyan & Ruiz-Cancino, 2003
- P. buscki Cushman, 1931
- P. calii Zuniga, 2004
- P. capitator (Fabricius, 1804)
- P. carmenae Zuniga, 2004
- P. caudatus Szepligeti, 1916
- P. circumfluens Cushman, 1931
- P. clausus Zuniga, 2004
- P. clavator Kasparyan & Ruiz-Cancino, 2003
- P. cockerellae Viereck, 1912
- P. collinus Cameron, 1885
- P. comma Kasparyan & Ruiz-Cancino, 2003
- P. condylobus Zuniga, 2004
- P. confusus Cushman, 1931
- P. constricticlavus Cushman, 1931
- P. convergens Cushman, 1931
- P. copiosus (Cresson, 1874)
- P. copularis Zuniga, 2004
- P. crespoi Kasparyan & Ruiz-Cancino, 2003
- P. curtispina Kasparyan & Ruiz-Cancino, 2003
- P. curvispina Cameron, 1886
- P. curviventris Cameron, 1886
- P. chalmersi Zuniga, 2004
- P. chiriquensis Cameron, 1886
- P. dahianae Zuniga, 2004
- P. dentatorius (Fabricius, 1804)
- P. donzoi Zuniga, 2004
- P. duplaris Zuniga, 2004
- P. duplicatus Cushman, 1931
- P. elegans (Provancher, 1888)
- P. eliethae Zuniga, 2004
- P. emaculatus Szepligeti, 1916
- P. emarginatus (Brulle, 1846)
- P. eneyae Zuniga, 2004
- P. enriquei Zuniga, 2004
- P. erythrosternus Cameron, 1886
- P. femoratus Spinola, 1840
- P. ferox (Cresson, 1873)
- P. fonsecai Zuniga, 2004
- P. furvus (Cresson, 1874)
- P. gauldi Zuniga, 2004
- P. giacomellii Schrottky, 1911
- P. gibbulus Szepligeti, 1916
- P. guatemalensis Cameron, 1885
- P. gynnae Zuniga, 2004
- P. hernandezi Zuniga, 2004
- P. herrerai Zuniga, 2004
- P. hidalgoi Zuniga, 2004
- P. histrio Spinola, 1840
- P. iconicus Zuniga, 2004
- P. impressus Cushman, 1931
- P. inca Cushman, 1931
- P. inezae Zuniga, 2004
- P. inquinatus Cushman, 1931
- P. isidroi Zuniga, 2004
- P. isthmus Cushman, 1931
- P. javieri Zuniga, 2004
- P. josei Zuniga, 2004
- P. juani Zuniga, 2004

- P. juanmii Zuniga, 2004
- P. junceus (Cresson, 1874)
- P. kattyae Zuniga, 2004
- P. latigulus Zuniga, 2004
- P. leprieurii Spinola, 1840
- P. leucopus (Brulle, 1846)
- P. leucostomus (Taschenberg, 1876)
- P. lidiae Zuniga, 2004
- P. lindhae Zuniga, 2004
- P. lituratus (Brulle, 1846)
- P. lovejoyi Zuniga, 2004
- P. lucidator Erichson, 1848
- P. luisi Zuniga, 2004
- P. macer (Cresson, 1874)
- P. maculatus Zuniga, 2004
- P. major (Cresson, 1874)
- P. mancus (Cresson, 1874)
- P. manni Cushman, 1931
- P. marcoi Zuniga, 2004
- P. martini Zuniga, 2004
- P. medialbus Cushman, 1931
- P. mediotinctus Cushman, 1931
- P. melanocephalus Cameron, 1911
- P. melanoleucus (Brulle, 1846)
- P. minutus Cushman, 1931
- P. nanii Zuniga, 2004
- P. neglectus Cushman, 1926
- P. nigriceps (Brulle, 1846)
- P. nigriclypeatus Cushman, 1931
- P. nigroscutellatus (Brulle, 1846)
- P. nigrotibialis Szepligeti, 1916
- P. nudus Szepligeti, 1916
- P. obtusispina Cameron, 1885
- P. ornatifrons Cushman, 1931
- P. pallidibalteatus Cameron, 1885
- P. pallidus (Cresson, 1874)
- P. paranensis Cushman, 1931
- P. parmenioi Zuniga, 2004
- P. parviclavus Cushman, 1931
- P. perditor (Fabricius, 1804)
- P. prominens Cushman, 1931
- P. proximannulatus Cushman, 1931
- P. quadrisulcatus Spinola, 1840
- P. raveni Zuniga, 2004
- P. rebecae Zuniga, 2004
- P. retusus Zuniga, 2004
- P. riojanus Brethes, 1916
- P. rufiventris Spinola, 1840
- P. rugulosus Szepligeti, 1916
- P. sartor (Fabricius, 1804)
- P. semialbus (Cresson, 1865)
- P. semirufus Szepligeti, 1916
- P. sigillatus Zuniga, 2004
- P. similis Szepligeti, 1916
- P. solisi Zuniga, 2004
- P. soniae Kasparyan & Ruiz-Cancino, 2003
- P. spinatorius (Fabricius, 1804)
- P. subtenuis (Cresson, 1865)
- P. superbus (Provancher, 1888)
- P. surinamensis Szepligeti, 1916
- P. suturalis (Brulle, 1846)
- P. thoracicus Tzankov & Alayo, 1974
- P. tigrinus Zuniga, 2004
- P. tinctipennis Cameron, 1886
- P. triangularis Cushman, 1931
- P. tricolor (Brulle, 1846)
- P. trichromus (Spinola, 1851)
- P. trilineatus (Brulle, 1846)
- P. trochanteratus Szepligeti, 1916
- P. tuberculatus (Brulle, 1846)
- P. tubulifer (Viereck, 1913)
- P. vierecki Townes, 1966
- P. wilsoni Zuniga, 2004
- P. xanthocarpus Szepligeti, 1916
- P. xanthopus (Brulle, 1846)
- P. xantothorax (Brulle, 1846)
- P. yucatan Kasparyan & Ruiz-Cancino, 2003